# Bargen, Bern
Bargen är en ort och kommun i distriktet Seeland i kantonen Bern, Schweiz. Kommunen har 1 100 invånare (2023).